# Ван Хаттум, Фрэнк
Франче́ско (Фрэнк) Мари́я ван Ха́ттум (англ. Francesco (Frank) Maria van Hattum; род. 17 ноября 1958, Нью-Плимут, Новая Зеландия) — новозеландский футболист, вратарь. Основной вратарь сборной Новой Зеландии на чемпионате мира 1982.
В настоящее время — глава Футбольной ассоциации Новой Зеландии, сотрудник компаний Vanhat Consulting и Advisian.

## Карьера
Фрэнк ван Хаттум провёл первый матч за сборную Новой Зеландии 21 февраля 1980 года, новозеландцы со счётом 2:0 победили сборную Фиджи. Ван Хаттум был основным вратарём сборной на ЧМ-1982, хотя в отборочном турнире Ричард Уилсон провёл все 15 матчей без замен, причём в девяти подряд отыграл «на ноль», что было рекордом чемпионатов мира. Последний матч за сборную ван Хаттум сыграл 2 ноября 1986 года, сборная Новой Зеландии уступила на выезде Австралии — 1:2. Всего за сборную провёл 28 матчей, а с учётом неофициальных встреч — 41 матч.
В 2000 году МФФИИС назвала Фрэнка ван Хаттума вторым в списке лучших вратарей Океании XX века, он уступил первенство австралийцу Марку Босничу.
С 25 июня 2008 года ван Хаттум возглавляет Футбольную ассоциацию Новой Зеландии, до этого он занимал в ассоциации должность директора. Был членом ОФК и комитета ассоциаций ФИФА.

## Достижения
- Обладатель Кубка Чатема: 1978

## Семья
Отец Фрэнка, Фитс ван Хаттум — пионер футбола в Таранаки, переехал из Нидерландов в Новую Зеландию в 1952 году. Три сестры Фрэнка ван Хаттума — спортсменки: Грация Макинтош (в девичестве — ван Хаттум) и Мари-Хосе Гриффит (ранее — Купер, в девичестве — ван Хаттум) — футболистки, выступавшие за сборную Новой Зеландии, а Стелла Пеннелл (ранее — Ленихэн, в девичестве — ван Хаттум) — каратистка, выступавшая, а затем тренировавшая сборную страны.